# Arbeitsgericht Hameln
Das Arbeitsgericht Hameln ist eines von 15 Arbeitsgerichten in Niedersachsen und hat seinen Sitz in Hameln. Es ist zuständig für Arbeitsrechtsstreitigkeiten in den Landkreisen Hameln-Pyrmont und Schaumburg.
Jährlich werden etwa 1500 Klagen eingereicht.

## Instanzenzug
Dem Arbeitsgericht Hameln ist das Landesarbeitsgericht Niedersachsen mit Sitz in Hannover übergeordnet. Die darauf folgende Instanz ist das Bundesarbeitsgericht in Erfurt.

## Gerichtsgebäude
Das Arbeitsgericht ist seit 2008 gemeinsam mit dem Amtsgericht Hameln in einem Gebäude in der Straße Zehnthof in der Hamelner Innenstadt untergebracht.

## Geschichte
Gemäß Arbeitsgerichtsgesetz vom 23. Dezember 1926 wurden in Deutschland Arbeitsgerichte gebildet. Diese waren nur in der ersten Instanz organisatorisch selbstständige Gerichte, die Landesarbeitsgerichte waren den Landgerichten zugeordnet. Am Landgericht Hannover entstand so 1927 das Landesarbeitsgericht Hannover als eines von drei Landesarbeitsgerichten im Bezirk des Oberlandesgerichtes Celle. In Hameln entstand das Arbeitsgericht Hameln. Sein Sprengel umfasste die Bezirke der Amtsgerichte Bad Pyrmont, Coppenbrügge, Hameln, Hessisch Oldendorf, Lauenstein, Münder, Obernkirchen, Polle, Rinteln, Rodenberg und Springe. Es bestand jeweils eine Kammer für Arbeiter, für Angestellte und für Handwerk.
Nach der Besetzung Deutschlands durch die Alliierten wurden 1945 zunächst alle Gerichte geschlossen. Die ordentlichen Gerichte wurden schon bald wieder eröffnet, während die Arbeitsgerichte zunächst nicht wieder eingerichtet wurden, so dass arbeitsgerichtliche Streitigkeiten von den ordentlichen Gerichten erledigt werden mussten. Gemäß Kontrollratsgesetz 21 vom 30. März 1946 sollten in Deutschland Arbeitsgerichte aufgebaut werden. Das Arbeitsgericht Hameln entstand so neu.